# 帕倫刺鰍
帕倫刺鰍為輻鰭魚綱合鰓目刺鰍亞目刺鰍科的其中一種，分布於非洲西部的淡水流域，體長可達35.3公分，棲息在中底層水域，屬肉食性，可做為食用魚。